# University Challenge

University Challenge est un jeu télévisé créé en 1962. Le concept est basé sur le programme américain College Bowl, diffusé sur la radio NBC de 1953 à 1957, et à la télévision NBC entre 1959 et 1970.
Produit par ITV Granada et filmé dans les studios Granada de Manchester depuis sa création, University Challenge a été diffusé à hauteur de 913 épisodes sur ITV entre 1962 et 1987, avant de disparaitre. Il fut remis au goût du jour par la BBC en 1994, et est depuis diffusé tous les lundis sur la chaîne BBC Two, de 20h30 à 21h. L'émission en est à sa cinquantième saison.

## Déroulement du jeu

### Équipes
Les équipes représentent chacune une université britannique et sont composées de quatre étudiants. Chaque équipe a un capitaine, qui s'assoit en troisième position, et qui a la tâche de dire à voix haute les réponses aux questions collectives. Il peut également nommer un de ses coéquipiers s'il n'est pas sûr d'être capable de répéter la réponse que son équipe souhaite proposer.
La sélection des équipes se déroule en deux temps. Tout d'abord, les universités souhaitant participer s'organisent de la manière qu'elles souhaitent pour aligner une équipe de quatre étudiants et un remplaçant. Ensuite, l'équipe de production administre un QCM et choisi les équipes participantes sur la base du score au QCM et de la télégénie des participants. Chaque université ne peut être représentée que par une seule équipe, à l'exception de l'université de Cambridge, d'Oxford et de Londres dont les collèges fédérés sont représentés par des équipes indépendantes. Cette règle est souvent critiquée car elle permet à Cambridge et à Oxford d'être surreprésentées par rapport aux autres universités britanniques.
L'université de Durham est l'université ayant le plus participé depuis la diffusion de l'émission sur la BBC en 1994 avec 19 participations.

### Format du tournoi
Le concours débute avec 28 équipes. Les quatorze premières émissions mettent en opposition deux équipes. Celle qui réalise le plus gros score se qualifient pour l'étape suivante. Deux émissions additionnelles sont tournées avec les quatre équipes perdantes ayant réalisé le plus gros score. Les deux équipes victorieuses rejoignent les quatorze autres déjà sélectionnées. Huit nouvelles émissions sont tournées et les huit équipes victorieuses avancent jusqu'aux quarts de finale. Pour se qualifier pour les demi-finales, les huit équipes restantes doivent remporter deux matches, tandis que les équipes perdant deux matches sont éliminées. Les deux demi-finales sont ensuite jouées pour désigner les finalistes. Le choix des équipes s'affrontant est réalisé par la production qui s'assure souvent d'éviter que les favoris ne se rencontrent trop tôt dans la compétition.

### Types de questions
L'émission enchaîne questions de rapidité et questionnaires bonus. Les questions de rapidité doivent être répondues de manière individuelle par l'un des huit étudiants, le premier qui buzz prenant la main. Une bonne réponse permet à son université de marquer 10 points. Si une mauvaise réponse est donnée, ses coéquipiers ne peuvent plus buzzer, seule l'équipe adverse a encore le droit de buzzer. Si un candidat buzz avant que le présentateur ait pu finir l'intitulé de la question et qu'il donne une mauvaise réponse, 5 points sont retranchés à son équipe. Si la bonne réponse n'est pas trouvée, une nouvelle question de rapidité est posée.
L'équipe ayant répondu correctement à une question de rapidité obtient un questionnaire bonus composé de trois questions autour d'un même thème. Chaque bonne réponse rapporte 5 points. Ces questions étant collectives, l'équipe ayant prise la main a tout intérêt à se concerter pour trouver la bonne réponse.
Le match est ponctué par deux questions de rapidité visuelles portant sur une image affichée sur les écrans et une question de rapidité musicale. Ces questions ont des questionnaires bonus associés portant sur le même thème que la question de rapidité. Si personne ne répond correctement, le questionnaire bonus est mis de côté et lors de la prochaine question de rapidité bien répondue, ce sera le questionnaire bonus visuel ou musical qui sera posé. La première question de rapidité visuelle a souvent pour thème la science, les technologies, la géographie ou les langues, tandis que la seconde porte sur les arts, le cinéma, la télévision ou la littérature. La question de rapidité musicale demande souvent aux participants de reconnaître le compositeur d'une musique classique.
Un gong retenti pour sonner la fin de l'émission et le jeu s'arrête immédiatement, même si une question est en train d'être posée. En cas d'égalité, les équipes passent à la mort subite. Le présentateur enchaîne les questions de rapidité, le premier étudiant à répondre correctement fait gagner son équipe. Si un candidat interrompt la question et donne une mauvaise réponse, son équipe perd la partie. Une mauvaise réponse donnée après l'intitulé ne fait pas perdre l'équipe.

## Candidats notoires
Candidats notoires ayant participé à une saison régulière entre universités. Les éditions spéciales de Noël où tous les candidats sont des personnalités connues sont exclues.
| - Tim Boswell – New College (Oxford) - Sebastian Faulks – Emmanuel College (Cambridge), 1972 - Julian Fellowes – Magdalene College, 1969 - Stephen Fry – Queens' College, 1980 - Christopher Hitchens – Balliol College, 1968 - Clive James – Pembroke College (Cambridge), 1968 - David Lidington – Sidney Sussex College, 1978 | - Miriam Margolyes – Newnham College, 1963, durant son passage, elle fut la première personne à dire « fuck » à la télévision britannique. - Mary Robinson – Trinity College (Dublin), 1966 - Malcolm Rifkind – Université d'Édimbourg, 1967 - John Sessions – remplaçant pour Université de Bangor, 1973 - David Starkey – Fitzwilliam College - June Tabor – St Hugh's College (Oxford), 1968 - The Wizard of New Zealand (Ian Brackenbury Channell) – Université de Leeds, 1963 |

## Vainqueurs
L'université de Manchester et le Magdalen College (Oxford), sont les deux universités ayant remporté le concours le plus grand nombre de fois, avec 4 victoires et également les seules universités à avoir réussi à gagner deux années consécutives. Le Trinity College (Cambridge) a 3 victoires à son actif.

### Diffusion sur ITV
| Année | Vainqueur                       | Finaliste                   |
| ----- | ------------------------------- | --------------------------- |
| 1963  | Université de Leicester         | Balliol College             |
| 1965  | New College (Oxford)            | N/A                         |
| 1966  | Oriel College                   | Université de Birmingham    |
| 1967  | Université du Sussex            | King's College de Londres   |
| 1968  | Université de Keele             | Jesus College (Cambridge)   |
| 1969  | Université du Sussex (2)        | Université de l'Essex       |
| 1970  | Churchill College               | Christ's College            |
| 1971  | Sidney Sussex College           | Trinity College (Oxford)    |
| 1972  | University College (Oxford)     | Keble College               |
| 1973  | Fitzwilliam College             | Gonville and Caius College  |
| 1974  | Trinity College (Cambridge)     | Balliol College             |
| 1975  | Keble College                   | Université de Hull          |
| 1976  | University College (Oxford) (2) | King's College de Londres   |
| 1977  | Université de Durham            | New College (Oxford)        |
| 1978  | Sidney Sussex College (2)       | Magdalene College           |
| 1979  | Université de Bradford          | Université de Lancaster     |
| 1980  | Merton College (Oxford)         | Queens' College             |
| 1981  | Université Queen's de Belfast   | Université d'Édimbourg      |
| 1982  | Université de St Andrews        | University College (Oxford) |
| 1983  | Université de Dundee            | Université de Durham        |
| 1984  | Open University                 | Université de St Andrews    |
| 1986  | Jesus College (Oxford)          | Imperial College London     |
| 1987  | Keble College (2)               | University College (Oxford) |

Les données de ce tableau proviennent de University Challenge Series Champions, Sean Blanchflower (lire en ligne)

### Diffusion sur la BBC
| Année | Vainqueur                       | Finaliste                                     |
| ----- | ------------------------------- | --------------------------------------------- |
| 1995  | Trinity College (Cambridge) (2) | New College (Oxford)                          |
| 1996  | Imperial College London         | London School of Economics                    |
| 1997  | Magdalen College (Oxford)       | Open University                               |
| 1998  | Magdalen College (Oxford) (2)   | Birkbeck College                              |
| 1999  | Open University (2)             | Oriel College                                 |
| 2000  | Université de Durham (2)        | Oriel College                                 |
| 2001  | Imperial College London (2)     | St John's College                             |
| 2002  | Somerville College (Oxford)     | Imperial College London                       |
| 2003  | Birkbeck College                | Université de Cranfield                       |
| 2004  | Magdalen College (Oxford) (3)   | Gonville and Caius College                    |
| 2005  | Corpus Christi College (Oxford) | University College de Londres                 |
| 2006  | Université de Manchester        | Trinity Hall                                  |
| 2007  | Université de Warwick           | Université de Manchester                      |
| 2008  | Christ Church (Oxford)          | Université de Sheffield                       |
| 2009  | Université de Manchester (2)    | Corpus Christi College (Oxford) (Disqualifié) |
| 2010  | Emmanuel College (Cambridge)    | St John's College                             |
| 2011  | Magdalen College (Oxford) (4)   | Université d'York                             |
| 2012  | Université de Manchester (3)    | Pembroke College (Cambridge)                  |
| 2013  | Université de Manchester (4)    | University College de Londres                 |
| 2014  | Trinity College (Cambridge) (3) | Somerville College (Oxford)                   |
| 2015  | Gonville and Caius College      | Magdalen College (Oxford)                     |
| 2016  | Peterhouse                      | St John's College                             |
| 2017  | Balliol College                 | Wolfson College (Cambridge)                   |
| 2018  | St John's College (Cambridge)   | Merton College (Oxford)                       |
| 2019  | Université d'Édimbourg          | St Edmund Hall (Oxford)                       |
| 2020  | Imperial College London (3)     | Corpus Christi College (Cambridge)            |

| Rang              | Université/Collège          | Nombre de victoires | Année(s)               |
| ----------------- | --------------------------- | ------------------- | ---------------------- |
| Médaille d'or     | Magdalen College (Oxford)   | 4                   | 1998, 1999, 2005, 2011 |
| Médaille d'or     | Université de Manchester    | 4                   | 2006, 2009, 2012, 2013 |
| Médaille d'argent | Imperial College London     | 3                   | 1996, 2001, 2020       |
| Médaille d'argent | Trinity College (Cambridge) | 3                   | 1974, 1995, 2014       |
| 3                 | Université du Sussex        | 2                   | 1967, 1969             |
| 3                 | University College (Oxford) | 2                   | 1972, 1976             |
| 3                 | Keble College               | 2                   | 1975, 1987             |
| 3                 | Sidney Sussex College       | 2                   | 1971, 1978             |
| 3                 | Open University             | 2                   | 1984, 1999             |
| 3                 | Université de Durham        | 2                   | 1977, 2000             |

| Pays             | Présentateurs                                | Chaîne                              | Années de diffusion |
| ---------------- | -------------------------------------------- | ----------------------------------- | ------------------- |
| Australie        | Dr Magnus Clarke                             | Australian Broadcasting Corporation | 1987-1989           |
| Inde             | Siddhartha Basu                              |                                     | 2003-2004           |
| Nouvelle-Zélande | Peter Sinclair, Richard Higham et Tom Conroy | TVNZ 1, TVNZ 2 et Prime             | 1976-1989 2014-2016 |